# Marokkaans korfbalteam
Het Marokkaanse korfbalteam is een team van korfballers dat Marokko vertegenwoordigt in internationale wedstrijden.
In 2015 trad Marokko toe tot de internationale korfbalbond IKF. Vanaf dat moment kon het nationale team meedoen aan internationale toernooien.
Het Afrikaans kampioenschap van 2022 werd het debuut voor Marokko op een international toernooi. Het team won direct goud en plaatste zich zodoende voor het WK van 2023. Helaas ging het mis voor het Marokkaanse nationale team in de aanloop naar het WK van 2023. Het team moest zich noodgedwongen terugtrekken uit het toernooi.

## Resultaten op de wereldkampioenschappen
| Wereldkampioenschap korfbal |               |             |                |
| Jaar                        | Kampioenschap | Gastheer    | Klassering     |
| 1978                        | 1e WK         | Nederland   | geen deelname  |
| 1984                        | 2e WK         | België      | geen deelname  |
| 1987                        | 3e WK         | Nederland   | geen deelname  |
| 1991                        | 4e WK         | België      | geen deelname  |
| 1995                        | 5e WK         | India       | geen deelname  |
| 1999                        | 6e WK         | Australië   | geen deelname  |
| 2003                        | 7e WK         | Nederland   | geen deelname  |
| 2007                        | 8e WK         | Tsjechië    | geen deelname  |
| 2011                        | 9e WK         | China       | geen deelname  |
| 2015                        | 10e WK        | België      | geen deelname  |
| 2019                        | 11e WK        | Zuid-Afrika | geen deelname  |
| 2023                        | 12e WK        | Taiwan      | teruggetrokken |

## Resultaten op de Wereldspelen
| Wereldspelen |                  |                       |               |
| Jaar         | Kampioenschap    | Gastland              | Klassering    |
| 1985         | 2e Wereldspelen  | Londen (Engeland)     | geen deelname |
| 1989         | 3e Wereldspelen  | Karlsruhe (Duitsland) | geen deelname |
| 1993         | 4e Wereldspelen  | Den Haag (Nederland)  | geen deelname |
| 1997         | 5e Wereldspelen  | Lahti (Finland)       | geen deelname |
| 2001         | 6e Wereldspelen  | Akita (Japan)         | geen deelname |
| 2005         | 7e Wereldspelen  | Duisburg (Duitsland)  | geen deelname |
| 2009         | 8e Wereldspelen  | Kaohsiung (Taiwan)    | geen deelname |
| 2013         | 9e Wereldspelen  | Cali (Colombia)       | geen deelname |
| 2017         | 10e Wereldspelen | Wroclaw (Polen)       | geen deelname |
| 2022         | 11e Wereldspelen | Birmingham (VS)       | geen deelname |
| 2025         | 12e Wereldspelen | Chengdu (China)       | Geen deelname |

## Resultaten op de Afrikaanse kampioenschappen
| Afrikaans kampioenschap korfbal |               |                      |               |
| Jaar                            | Kampioenschap | Gastland             | Klassering    |
| 2006                            | 1e AK         | Zuid-Afrika          | geen deelname |
| 2010                            | 2e AK         | Zimbabwe             | geen deelname |
| 2014                            | 3e AK         | Zambia               | geen deelname |
| 2018                            | 4e AK         | Zimbabwe             | geen deelname |
| 2022                            | 5e AK         | Zimbabwe & Ivoorkust | Goud          |